# Estación Ciudad Tortuguitas
Ciudad Tortuguitas es una estación ferroviaria ubicada en la localidad homónima, en el partido de Malvinas Argentinas, Provincia de Buenos Aires, Argentina.

## Servicios
Es una estación intermedia del servicio diésel metropolitano que se presta entre las estaciones Retiro y Villa Rosa.  

## Historia
El 9 de junio de 1947, el Poder Ejecutivo Nacional - bajo la presidencia de Juan Domingo Perón - dictó el Decreto N.º 16602/47, que disponía la creación de la nueva estación Tortuguitas.
Según la Resolución 812/2022 del Ministerio de Transporte fue cambiado el nombre de la estación a Ciudad Tortuguitas.